# Wasserbillig
Wasserbillig (lb. Waasserbëlleg) – wieś (Uertschaft) we wschodnim Luksemburgu, w kantonie Grevenmacher, siedziba administracyjna gminy Mertert. Do 3 października 2015 miejscowość leżała w dystrykcie Grevenmacher. Liczy 3394 mieszkańców (1 stycznia 2023).

## Geografia
Wasserbillig jest położone u ujścia Sûre do Mozeli. Rzeki stanowią tu granicę administracyjną kraju – po drugiej stronie Mozeli znajduje się niemiecka miejscowość Oberbillig, a Sûre – Wasserbilligerbrück.

## Gospodarka
Ważną rolę w miejscowej gospodarce, ze względu na korzystniejsze przepisy podatkowe w Luksemburgu i niewielką odległość do Niemiec, stanowi sprzedaż paliw przyjezdnym (niem. Tanktourismus). Na stację benzynową przebudowano nawet dawne przejście graniczne na trasie E44. Wasserbillig leży na północnym skraju luksemburskiego obszaru uprawy winorośli (fr. Appellation Moselle Luxembourgoise Contrôlée).

## Komunikacja
Wasserbillig leży po południowej stronie trasy E44, obejmującej m.in. niemiecką autostradę A64 i luksemburską A1. Do położonego na przeciwległym brzegu Mozeli Oberbillig kursuje prom.
W Wasserbillig od 1861 znajduje się stacja kolejowa Wasserbillig. Pociągi obsługują linię Luksemburg - Wasserbillig - Trewir oraz połączenie z Sandweiler.

## Osoby

### urodzone w Wasserbillig
- Jacques Santer, premier Luksemburga w latach 1984–1995 i późniejszy przewodniczący Komisji Europejskiej (1995–1999)